# Martine Carol
Marie-Louise Mourer, echte naam van Martine Carol, (Saint-Mandé, 16 mei 1920 - Monte Carlo, 6 februari 1967) was een Franse actrice. Ze had een relatief korte carrière van 20 jaar.

## Leven en werk

### Beginjaren
Op vroege leeftijd trok Marie-Louise Mourer naar Parijs om er, zoals zovelen voor en na haar, toneellessen te volgen bij René Simon. Daar raakte ze bevriend met generatiegenoten zoals Michèle Morgan, Micheline Presle en François Périer. De oudere maar nog steeds populaire ex-jeune premier André Luguet en Presle, een piepjonge ster in wording, moedigden haar aan haar weg in de toneelwereld te vinden. 
Onder de naam 'Maryse Arley' debuteerde Mourer in 1940 op de planken in Racine's klassieke Phèdre met het theatergezelschap van Gaston Baty. In die beginperiode kreeg ze als mooi blondje figurantenrolletjes in enkele politiefilms met acteurs op het toppunt van hun kunnen zoals Pierre Fresnay in Le Dernier des six (1941) en Raimu in Les Inconnus dans la maison (1942). Ze bleef actief aan de zijde van bekende acteurs in politiefilms zoals La Ferme aux loups (1943, met Paul Meurisse en François Périer die haar aan de filmrol hielp), Miroir (1947, met Jean Gabin) en Méfiez-vous des blondes (1950, met Raymond Rouleau). Algauw suggereerde Périer haar een vlotter pseudoniem te nemen. Het werd Martine Carol. 
Van meet af aan kwam haar schoonheid ook tot haar recht in komedies met sprekende titels als L'Extravagante Mission (1945), Voyage surprise (1947) of En êtes-vous bien sûr? (1947). Nog in 1947 stond ze op het podium in La Route du tabac, de toneelbewerking van Tobacco Road, de debuutroman van Erskine Caldwell. 
Ze bleef verschijnen aan de zijde van bekende namen zoals Pierre Brasseur in het drama Les Amants de Vérone (1949) en de populaire zanger  Luis Mariano in de muzikale komedie Je n'aime que toi (1949).

### Doorbraak metCaroline chérie
In 1951 werd Martine Carol in één klap een van de populairste Franse actrices dankzij haar vertolking van een jonge aristocrate in de historische tragikomedie Caroline chérie. Regisseur Richard Pottier, van wie ze haar eerste ernstige kans had gekregen in La Ferme aux loups, zag in haar de verblindend mooie maar vastberaden verleidster die erin slaagt de Franse Revolutie te overleven en die zich wreekt onder het Eerste Franse Keizerrijk. De grote bijval van de film, niet in de laatste plaats te danken aan enkele naaktscènes, bracht twee jaar later nog een succesrijk vervolg met zich mee: Un caprice de Caroline chérie. 
In Les Belles de nuit (1952), een vederlichte komedie vol fantasie van René Clair, was zij, naast Gina Lollobrigida, een van de 'belles de nuit' die de ongewaardeerde componist Gérard Philipe bij elkaar droomt.

### Ontmoeting met Christian-Jaque
Een volgende belangrijke stap in Carols carrière was haar ontmoeting met de heel wat oudere cineast Christian-Jaque die in 1952 een beroep op haar deed voor Adorables Créatures, een komedie waarin hoofdacteur Daniel Gélin al zijn veroveringen in herinnering brengt. Het was liefde op het eerste gezicht tussen Christian-Jaque en Carol. En de film werd gunstig onthaald. Onder de regie van Christian-Jaque, die in 1954 haar tweede man werd, ontpopte Carol zich als de Franse Marylin Monroe. Hij bedacht zijn vrouw met glansrollen die van haar een sekssymbool van de jaren vijftig maakten. Zo was ze te bewonderen als Lucrezia Borgia in Lucrèce Borgia (1953) en als Madame du Barry in Madame du Barry (1954), twee succesvolle historische drama's. Een jaar later zette ze nog een titelrol neer in het op de gelijknamige roman van Zola gebaseerde literair drama Nana waarin ze als vulgaire snol een reeks mannen te gronde richt. 
Dankzij het drama Lola Montès (Max Ophüls, 1955) werd ze eindelijk ernstig genomen door de filmcritici. Het verhaal van het levenseinde van de gevallen en verarmde courtisane Lola Montez sloeg echter niet aan bij het publiek. Later werd het werk desondanks een klassieker van de Franse cinema.

### Einde van een ster en van een tijdperk
Vanaf 1956 deed de razendsnelle opkomst van Brigitte Bardot, via het zeer gunstig onthaald erotisch drama Et Dieu... créa la femme, Carols ster verbleken. Samen met de traditionele manier van filmen van de 'cinéma de papa' (waarvan Christian-Jaque een eminent vertegenwoordiger was) werd zij, het sekssymbool van de vroege jaren vijftig die triomfen oogstte in diezelfde cinéma de papa, aan de kant geschoven. Ze werd opgevolgd door een jonge vrouw die symbool zou staan voor de nieuwlichters van de Nouvelle Vague.
In de politiekomedie Nathalie (1957) speelde ze een kokette pientere mannequin, een rol die haar op het lijf was geschreven. Deze laatste film met Christian-Jaque deed de filmkassa nog rinkelen, alhoewel de film het met heel wat minder budget moest doen dan gewoonlijk. Dat beperkte budget was het rechtstreeks gevolg van Carols afgenomen prestige wegens het fiasco van Lola Montès.
In 1960 vertolkte ze succesvol Joséphine de Beauharnais, Napoleons eerste echtgenote, in het historisch fresco Austerlitz van Abel Gance. De volgende twee jaar werkte ze nog enkele keren samen met klassiek geschoolde cineasten zoals Georges Lautner en Gilles Grangier. Grangier engageerde haar voor zijn politiekomedie Le cave se rebiffe (1961) op voorspraak van Jean Gabin die goede herinneringen had aan zijn samenwerking met Carol in Miroir. Dit was meteen haar laatste commercieel succes. Haar laatste betekenisvolle rol was die van een gravin die een jonge carbonaro steunt in het historisch drama Vanina Vanini (1961) van Roberto Rossellini. 
Als gevolg van haar tanende populariteit kwam Carol terecht in een diepe depressie. Ze zocht haar toevlucht in alcohol en verdovende middelen en volgde onmogelijke vermageringskuren. Vijf jaar lang bleef ze weg van het grote scherm. In 1966 waagde ze zich tevergeefs aan een comeback met Jugement à Prague.

### Privéleven
Martine Carol was een heel gevoelige teerhartige vrouw die veel pech had in de liefde. Toen acteur Georges Marchal, haar eerste grote liefde, haar in 1947 verliet voor actrice Dany Robin, sprong ze, beneveld door alcohol en medicatie, in de Seine.
In 1948 trad ze een eerste keer in het huwelijk met de mooie Joseph Stephen Crane, een Amerikaanse tweederangsacteur die na zijn korte carrière de rijke eigenaar van een restaurantketen werd. Het paar scheidde in 1953. Een jaar later hertrouwde Carol met de Franse cineast Christian-Jaque. Ze gingen vijf jaar en zes gemeenschappelijke films later uit elkaar. Vrij vlug trouwde Carol voor de derde keer, met André Rouveix, een jonge Franse arts. Het huwelijk hield drie jaar stand. Ten slotte ging ze in 1966 een vierde huwelijk aan, met Mike Eland, een sinds lang op haar verliefde Engelse zakenman die haar (luxe)leven en haar carrière opnieuw op de sporen probeerde te zetten.
Op 6 februari 1967, kort na de opnames van haar laatste film, trof Eland Carol levenloos aan in hun hotelkamer. Ze overleed op 46-jarige leeftijd aan een hartaanval. Geruchten over zelfmoord waren niet uit de lucht.

## Filmografie (ruime selectie)
- 1941 - Le Dernier des six (Georges Lacombe)
- 1942 - Les Inconnus dans la maison (Henri Decoin)
- 1943 - La Ferme aux loups (Richard Pottier)
- 1945 - L'Extravagante Mission (Henri Calef)
- 1946 - Trente et quarante (Gilles Grangier)
- 1947 - En êtes-vous bien sûr? (Jacques Houssin)
- 1947 - Miroir (Raymond Lamy)
- 1947 - Voyage surprise (Pierre Prévert)
- 1947 - Carré de valets (André Berthomieu)
- 1949 - Les Amants de Vérone (André Cayatte)
- 1949 - Je n'aime que toi (Pierre Montazel)
- 1950 - Méfiez-vous des blondes (André Hunebelle)
- 1951 - Caroline chérie (Richard Pottier)
- 1951 - Le Désir et l'Amour (Henri Decoin)
- 1952 - Les Belles de nuit (René Clair)
- 1952 - Adorables Créatures (Christian-Jaque)
- 1953 - Un caprice de Caroline chérie (Jean Devaivre)
- 1953 - Lucrèce Borgia (Christian-Jaque)
- 1954 - La spiaggia (Alberto Lattuada)
- 1954 - Destinées (sketchenfilm, episode Lysistrata van Christian-Jaque)
- 1954 - Madame du Barry (Christian-Jaque)
- 1954 - Secrets d'alcôve (sketchenfilm, episode Le Lit de la Pompadour van Jean Delannoy)
- 1955 - Nana (Christian-Jaque)
- 1955 - Les Carnets du major Thompson (Preston Sturges)
- 1955 - Lola Montès (Max Ophüls)
- 1956 - Around the World in Eighty Days (Michael Anderson)
- 1957 - Action of the Tiger (Terence Young)
- 1957 - Nathalie (Christian-Jaque)
- 1958 - The Stowaway (Ralph Habib en Lee Robinson)
- 1959 - Ten Seconds to Hell (Robert Aldrich)
- 1959 - Les Noces vénitiennes (Alberto Cavalcanti)
- 1959 - Nathalie, agent secret (Henri Decoin)
- 1960 - Austerlitz (Abel Gance)
- 1960 - La Française et l'Amour (sketchenfilm, episode La Femme seule van Jean-Paul Le Chanois)
- 1961 - Un soir sur la plage (Michel Boisrond)
- 1961 - Le cave se rebiffe (Gilles Grangier)
- 1961 - Vanina Vanini (Roberto Rossellini)
- 1962 - En plein cirage (Georges Lautner)
- 1967 - Jugement à Prague (L’enfer est vide) (John Ainsworth en Bernard Knowles)